# Козак, Николай Васильевич
Никола́й Васи́льевич Коза́к (укр. Микола Васильович Козак; 1914, Рахиня — 8 февраля 1949, Петушков) — деятель ОУН-УПА, краевой референт Службы безопасность на Юго-Западных Украинских Землях (ЮЗУЗ, 1945), с марта по декабрь 1945 года — командир УПА-Юг. Краевой проводник ОУН на ЮЗУЗ (1946—1948). Кавалер Золотого Креста Заслуги УПА.

## Биография

### Довоенные годы
Родился в семье греко-католического священника. Окончил в 1933 году гимназию, учился во Львовском политехническом институте. Окончил курсы Ревизионного союза украинских кооперативов, с 1934 года — продавец в кооперативе «Сила» (город Долина). Член ОУН с 1934 года. В 1937 году совершил покушение на профессора Львовского института, который якобы сотрудничал с польской властью. 3 марта 1937 года арестован полицией Польши, 1 марта 1938 года осуждён судом города Стрый на 10 лет тюрьмы (позднее срок сокращён до 3 лет). 9 сентября 1939 года бежал из тюрьмы, устроился работать в Краковский Украинский вспомогательный комитет.

### Во Второй мировой войне
В 1940—1941 годах — уездный проводник ОУН на Лемковщине. Летом 1941 года вступил в прогерманские походные группы ОУН(б), в 1941—1942 годах был областным проводником ОУН в Каменец-Подольской (Хмельницкой) области, в 1942—1943 годах — организационный референт и проводник ОУН в Винницкой области, глава подпольной типографии ОУН.
В марте 1943 года Козак был назначен референтом СБ группы УПА-Юг. 10 сентября 1943 года, будучи референтом СБ ВО «Заграва», он подписал распоряжение об исключительной прерогативе СБ ОУН выносить смертные приговоры без согласования с командным составом. В августе 1944 года на совещании руководства ОУН в Деражнянском районе Ровенской области назначен заместителем (или главой) референтуры СБ краевого провода на ЮЗУЗ (Юго-Западных Украинских Землях), после чего приступил к многочисленным чисткам в рядах ОУН-УПА: по данным НКВД, Служба безопасности ОУН на Волыни ликвидировала свыше 1000 участников движения, которые были нелояльны повстанческому движению или сотрудничали с советской властью. Многими руководителями УПА «Смок» считался одним из наиболее жестоких и бескомпромиссных деятелей ОУН(б), склонным к садизму и пыткам: последний командующий УПА Василий Кук и вовсе не скрывал своего страха перед «Смоком». Козаку также приписывается изобретение орудия пыток «станок».
В феврале 1945 года Козак был назначен краевым референтом СБ на СЗУЗ и стал редактором журнала «За свободу нации». В 1946—1948 годах был проводником ОУН СЗУЗ. С марта по декабрь 1945 года руководил группой УПА-Юг.

### После войны
В послевоенные годы «Смок» занимался разработкой тактики действий подполья в новых послевоенных условиях. Дослужился до звания майора СБ ОУН(б). Одним из наиболее известных достижений «Смока» считается оперативная игра с органами НКГБ УССР, в ходе которой случился серьёзный провал советской разведки:
Деятельница подполья Людмила «Апрельская» Фоя, завербованная НКВД в 1944 году, вела двойную игру и выдала СБ ОУН(б) сразу трёх агентов НКВД — Михаила «Тарана» Захаржевского, Нину «Ирину» Калуженко и Екатерину «Евгению» Миньковскую. В августе 1945 года все трое, не подозревавшие о двойной игре «Апрельской», отправились на Волынь с целью вербовки новых агентов, были похищены по приказу Козака и после пыток были казнены. За эту оперативную игру 8 октября 1945 года «Смок» был награждён Золотым Крестом Заслуги УПА.
10 мая 1946 года в заброшенном бункере возле села Волощина Подгаецкого района Тернопольской области оперативно-войсковая группа МГБ УССР обнаружила часть архива «Смока», среди бумаг было и письмо от имени «Провода ОУН на восточных украинских землях» в адрес Максима Рыльского. Козак был объявлен в розыск и вскоре был застрелен бойцами спецгруппы МГБ 8 февраля 1949 года в селе Петушков Ровненской области (по другим данным, застрелился при попытке задержания).
Сохранились стихи Козака, написанные под псевдонимом «Степан Орач».

### На русском
- Игнатов В.Д. Деятельность СБ ОУН в документах НКВД СССР // Агентура НКВД-МГБ против ОУН-УПА. — Вече, 2015. — 488 с. — (Военные тайны XX века). — 2500 экз. — ISBN 978-5-4444-3605-9.
- Колпакиди А.И., Веденеев Д.В., Чертопруд С.В. Глава 7. «Особое задание». Противоборство с повстанческо-подпольными формированиями украинского националистического движения // Разведка Судоплатова. Зафронтовая диверсионная работа НКВД-НКГБ в 1941-1945 гг.. — Алгоритм, 2015. — 576 с. — (Вежливые люди). — 2000 экз. — ISBN 978-5-906798-15-2.

### На украинском
- Вовк О. Короткий нарис діяльності УПА та її запілля на ПЗУЗ і в прилеглих регіонах у 1943—1946 рр. // Український визвольний рух / Центр досліджень визвольного руху, Інститут українознавство ім. І. Крип’якевича НАН України. — Львів, 2006. — Збірник 8. — С. 164—224.
- Марчук І. Формування та структура УПА-Північ // Українська Повстанська Армія у боротьбі проти тоталітарних режимів / Голова редакційної колегії Ярослав Ісаєвич, упорядник і відповідальний редактор Юрій Сливка (Україна: культурна спадщина, національна свідомість, державність, 11 / Інститут українознавства ім. І. Крип’якевича НАН України). — Львів, 2004. — С. 111—120.
- Мірчук П. Нарис історії ОУН 1920—1939 роки. — Киев: Українська Видавнича Спілка, 2007. — 1008 с. — ISBN 966-410-001-3.
- Сергійчук В. І.. Український здвиг: Поділля. 1939—1955. — К. : Українська Видавнича Спілка, 2007. — С. 52—56.
- Антонюк Я. Микола Козак («Смок», «Чупринко», «Вівчар»): неоднозначна постать Крайового референта СБ та провідника ОУН на ПЗУЗ. Проблеми гуманітарних наук: збірник наукових праць Дрогобицького державного педагогічного університету імені Івана Франка. Серія Історія. Дрогобич: Редакційно-видавничий відділ ДДПУ імені Івана Франка, 2019. Вип. 2/44. С. 197—218.